# Maciej Balcar

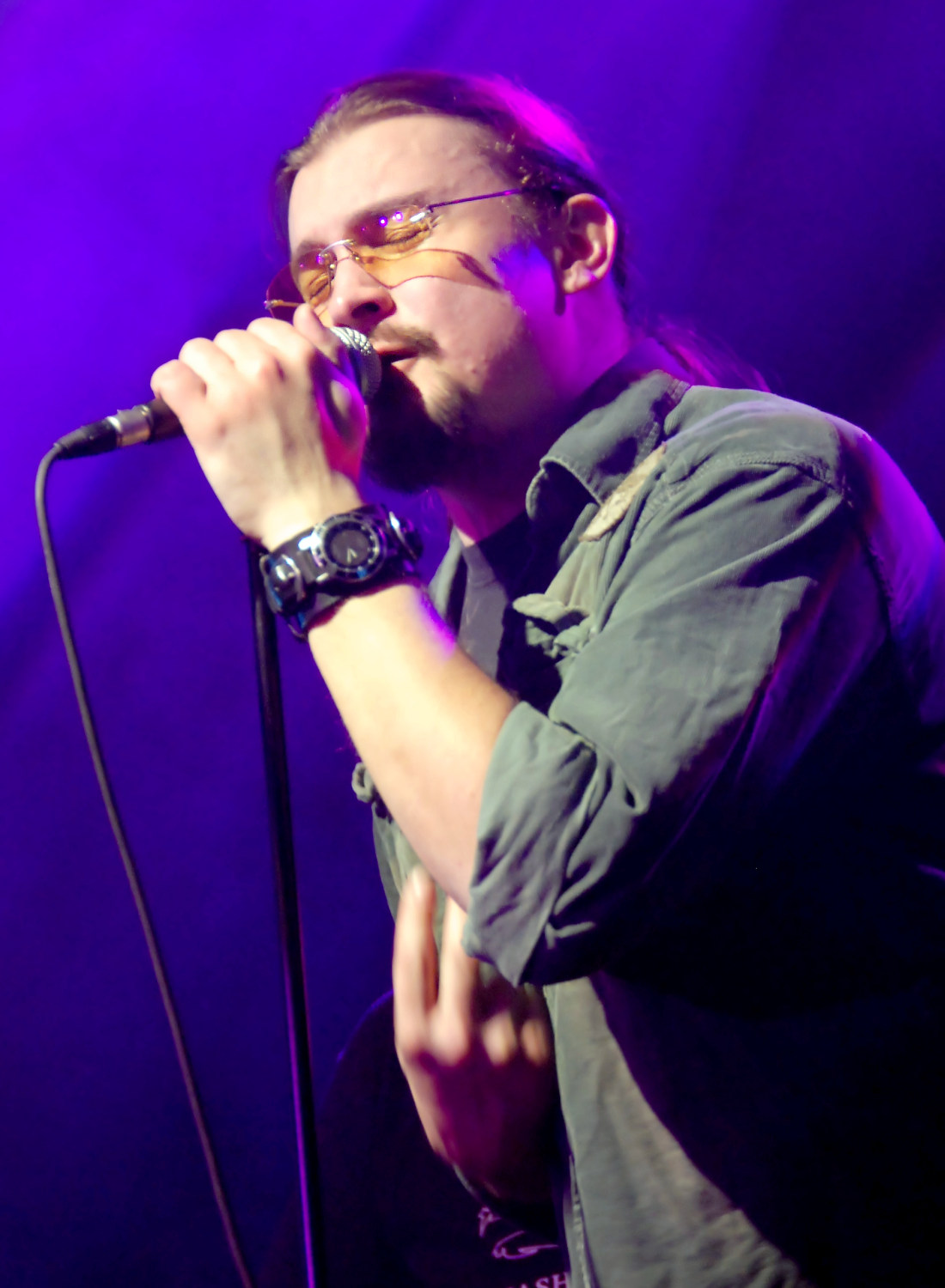
Maciej Balcar podczas koncertu Dżemu w lutym 2008 r.

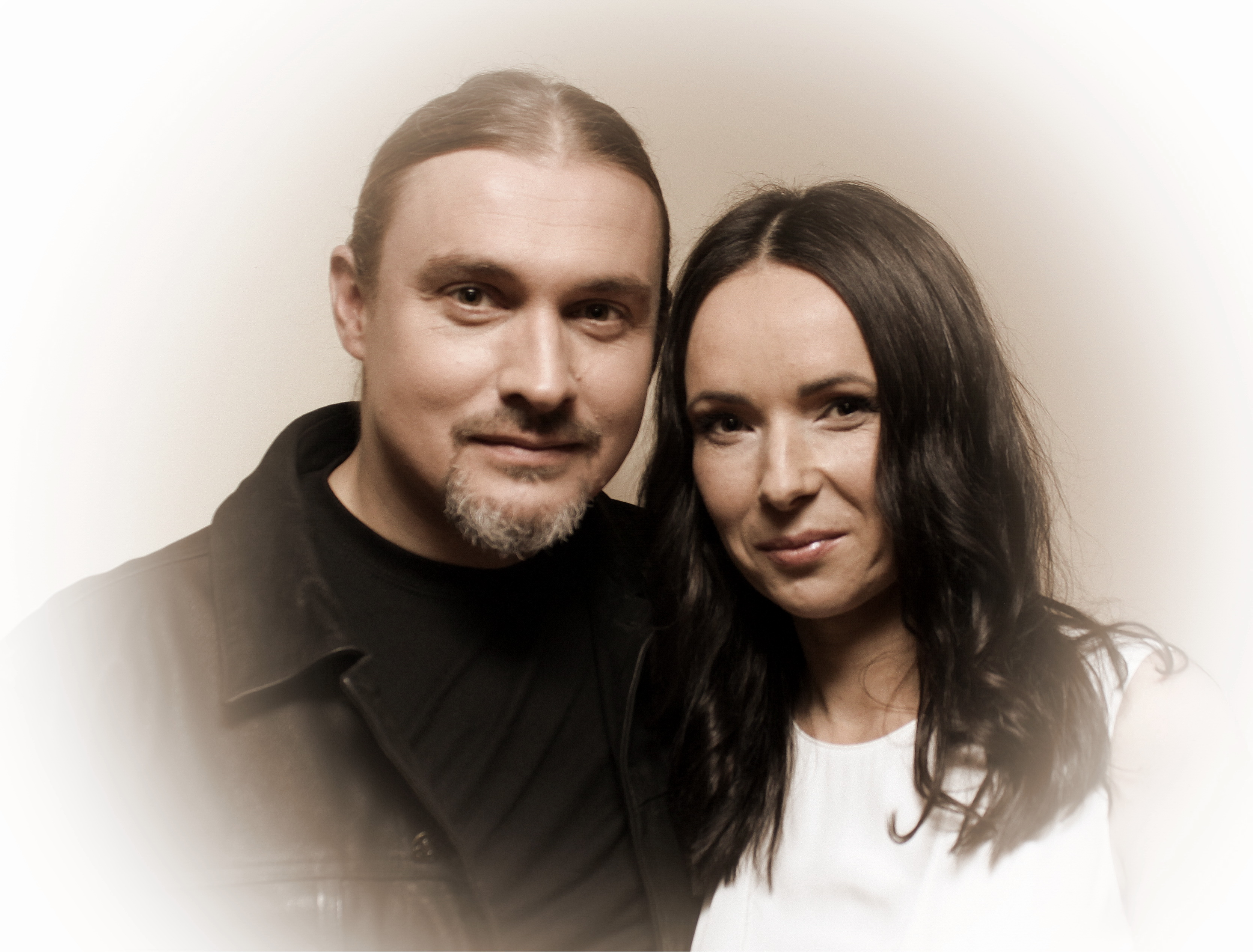
Maciej Balcar i Kasia Kowalska przed występem w Bydgoszczy w 2014 roku

Maciej Władysław Balcar (ur. 1 września 1971 w Ostrowie Wielkopolskim) – polski muzyk, wokalista, kompozytor, autor tekstów, aktor teatralny i filmowy.

## Życiorys

### Wczesne lata
Urodził się i dorastał w Ostrowie Wielkopolskim, gdzie w dzieciństwie uczęszczał do klasy fortepianu w Zespole Szkół Muzycznych im. Krzysztofa Komedy-Trzcińskiego i ukończył III Liceum Ogólnokształcące. Jako leworęczny, opanował grę na gitarze z odwrotnym układem strun (struna basowa na dole). Ukończył studia na Wydziale Architektury Politechniki Wrocławskiej.

### Kariera
W młodości grał z wieloma zespołami bluesowymi, a także z grupą punk rockową i thrashmetalową.
W 1996 spotkał się po raz pierwszy z poetą Krzysztofem Feusettem, który pomógł mu stworzyć pierwsze teksty piosenek. W tym samym roku wygrał casting do filmu i płyty Roberta Chojnackiego. Zaproponowano mu również występ na płycie Trzeci wymiar Roberta Jansona. Obie te propozycje zostały przez artystę odrzucone, ponieważ marzył o śpiewaniu własnych piosenek.
W 1997 roku ukazała się ścieżka dźwiękowa filmu Nocne graffiti, na której Balcar zaśpiewał utwór „Małe zaćmienie” z grupą Varius Manx (wówczas śpiewała tam Kasia Stankiewicz).
W 1998 ukazała się jego solowa płyta zatytułowana Czarno, na której gościnnie wystąpili m.in. bracia Golec i Mateusz Pospieszalski.
W 1999 wystąpił na płycie zespołu Harlem. Wziął także, razem z Andrzejem „Piaskiem” Piasecznym i Natalią Kukulską, udział w nagraniu płyty z kolędami zatytułowanej Przybieżeli do Betlejem.
W 2000 przyjął tytułową rolę w musicalu Jesus Christ Superstar w chorzowskim Teatrze Rozrywki. 15 lutego 2001 zastąpił Jacka Dewódzkiego i został nowym wokalistą zespołu Dżem.
W 2002 użyczył głosu głównemu bohaterowi filmu DreamWorks Mustang z Dzikiej Doliny.
W 2004 ukazała się pierwsza płyta Dżemu z Maciejem w roli wokalisty zatytułowana 2004. W 2005 zagrał rolę Indianera w filmie Jana Kidawy-Błońskiego Skazany na bluesa, będącym ekranizacją pewnej części życia Ryśka Riedla.
22 grudnia 2006 w Teatrze Rozrywki miała miejsce premiera musicalu Rent, w którym zagrał postać Rogera. Jesienią 2010 roku ukazała się druga z Maciejem Balcarem, studyjna płyta zespołu Dżem zatytułowana Muza. Można go usłyszeć na takich albumach jak „W hołdzie Tadeuszowi Nalepie”, „Warszawskie Dzieci Pójdziemy w Bój”, „Mec Duety”, „Pieśni łagodnych – Koncert Wojciecha Bellona”, „Odnalezione Piosenki Bogdana Łyszkiewicza”, „Jeszcze więcej kurzu”, „Carrantuohill – 25”, „Klenczon Legenda”.
W 2011 utwór Macieja Balcara „Biały wilk” stał się oficjalną piosenką promującą grę Wiedźmin 2: Zabójcy królów w Polsce.
W 2019 roku ukazał się kolejny solowy album artysty o nazwie „Struś”. Promuje go utwór „Tęcza”.
Nagrał swoje wersje utworów „Wolność” Marka Grechuty i „Popiół i diament” Stana Borysa.

## Życie prywatne
Żonaty z Virginią. Mają troje dzieci: dwóch synów – Jeremiego (ur. 1997) i Bazylego (ur. 2002) oraz córkę Noemi (ur. 2010).

## Dyskografia
Albumy
| Czarno                      | - Data: 1998 - Wydawca: Pomaton EMI                  | –  |
| Ogień i woda                | - Data: 8 listopada 2010 - Wydawca: EMI Music Poland | 50 |
| Live Trax 12                | - Data: 20 listopada 2012 - Wydawca: Balcar Studio   | –  |
| Ruletka                     | - Data: 26 stycznia 2015 - Wydawca: Balcar Studio    | 15 |
| Znaki                       | - Data: 3 lutego 2017 - Wydawca: F.U.H. MK           | 38 |
| Struś                       | - Data: 6 lutego 2019 - Wydawca: Balcar Studio       | –  |
| Plus                        | - Data: 24 lutego 2023 - Wydawca: RockersPro         | –  |
| „–” album nie był notowany. |                                                      |    |

Single
| „Viga"                                                      | 1998 | –  |
| „Komu bije...”                                              | 1998 | –  |
| „Czarno”                                                    | 1998 | –  |
| „Moja rozmowa”                                              | 1998 | –  |
| „Ostatnie dni” (oraz Sebastian Riedel i Andrzej Papa Gonzo) | 2008 | 45 |
| „Wolność”                                                   | 2010 | 10 |
| „Popiół i diament”                                          | 2011 | 27 |
| „Nigdy nie zapomnę”                                         | 2012 | 21 |
| „Galway” (oraz Carrantuohill)                               | 2012 | 27 |
| „–” singel nie był notowany.                                |      |    |

Inne
| Tytuł                                    | Rok  | Uwagi           | Źródło |
| ---------------------------------------- | ---- | --------------- | ------ |
| Ostrowska Kolęda – Kołysanka dla J.      | 1999 | gościnnie śpiew | [ 23 ] |
| Ostrowska Kolęda – Mizerna, cicha        | 1999 | gościnnie śpiew | [ 23 ] |
| Harlem – Niebo nade mną                  | 2007 | gościnnie śpiew | [ 24 ] |
| Jacek Krzaklewski – Jeszcze więcej kurzu | 2012 | gościnnie śpiew | [ 25 ] |
| Harlem – Przebudzenie                    | 2013 | gościnnie śpiew | [ 26 ] |

## Filmografia
| Rok  | Tytuł                    | Rola                                               | Reżyser            | Uwagi                          |
| ---- | ------------------------ | -------------------------------------------------- | ------------------ | ------------------------------ |
| 1996 | Nocne graffiti           | wykonawca i autor tekstu piosenki „Małe zaćmienie” | Maciej Dutkiewicz  | film fabularny                 |
| 1999 | Gorący oddech pustyni    | sportowiec                                         | Roland Rowiński    | spektakl telewizyjny           |
| 2002 | Mustang z Dzikiej Doliny | Narrator / Duch (głos), wykonanie piosenek         | Ewa Złotowska      | film animowany, polski dubbing |
| 2005 | Skazany na bluesa        | Indianer                                           | Jan Kidawa-Błoński | film biograficzny              |